# Berriz
Berriz – gmina w Hiszpanii, w prowincji Biskaja, w Kraju Basków, o powierzchni 30,07 km². W 2011 roku gmina liczyła 4855 mieszkańców.